# Estación La Ermita
La Ermita es una de las estaciones del Sistema Integrado de Transporte MIO, en la ciudad de Cali, inaugurado en el año 2008.

## Ubicación
Se ubica en la calle 13 con carrera 4, y su nombre proviene de la Iglesia La Ermita que se encuentra ubicada en frente.

## Características
La estación tiene dos accesos peatonales. Cuenta con dos vagones, cada uno de ellos con puertas de acceso en un sentido de la vía, sumando un total de dos puertas, debido a que está construida sobre una vía unidireccional. Esto también pasa con las demás estaciones del centro ubicadas sobre las calles 13 y 15. La carrera 4 separa a esta estación de la estación Plaza de Cayzedo, la cual opera de manera independiente y a la que se puede acceder mediante un paso peatonal semáforizado.
Su pictograma es una silueta de la Iglesia de La Ermita.

## Servicios de la estación

### Rutas troncales
| Ruta | Estación Origen                        | Estación Destino            | Sentido (N/S) |
| ---- | -------------------------------------- | --------------------------- | ------------- |
| T31  | Terminal Paso del Comercio Cra 1 Cl 71 | Universidades Cra 100 Cl 16 | Norte - sur   |
| T37  | Terminal Paso del Comercio Cra 1 Cl 71 | Capri Cl 5 Cra 78           | Norte - sur   |
| T40  | Terminal Andrés Sanín Cl 75 Cra 19     | Centro                      | Norte - sur   |
| T42  | Pízamos                                | Terminal de Transportes     | Norte - sur   |
| T50  | Nuevo Latir Cra 28D Cl 79              | Centro                      | Norte - sur   |

### Rutas pretroncales
| Ruta | Origen                      | Trayecto                                               | Destino                             |
| ---- | --------------------------- | ------------------------------------------------------ | ----------------------------------- |
| P21E | Terminal Menga Av 3N Cl 70N | Av 6N - Av. Américas - Centro - Av. Pasoancho          | Universidades Cra 100 Cl 16         |
| P40A | Centro                      | Cra 10 - Cra 8 - Av. Ciudad de Cali                    | Terminal Andrés Sanín Cl 75 Cra 19  |
| P40B | Centro                      | Cra 5 - Sena - Cra 2 - Cl 70 - Av. Ciudad de Cali      | Terminal Andrés Sanín Cl 75 Cra 19  |
| P60B | Centro                      | Cl 13 - Cl 14 - Cra 66                                 | Terminal Simón Bolívar Cl 25 Cra 66 |
| P62D | Las Américas Av 3N Cl 23AN  | Av. Américas - Cl 13 - Cl 14 - Cra 44 - Cl 16 - Cra 66 | Terminal Simón Bolívar Cl 25 Cra 66 |

### Rutas circulares
| Ruta | Origen                                 | Trayecto                                                                        | Destino                                |
| ---- | -------------------------------------- | ------------------------------------------------------------------------------- | -------------------------------------- |
| C320 | Terminal Paso del Comercio Cra 1 Cl 71 | Cl 70 - Av 6N - Centro - Av. Américas - Cr 1                                    | Terminal Paso del Comercio Cra 1 Cl 71 |
| C520 | Nuevo Latir Cra 28D Cl 79              | Cr 27 - Cl 121 - Av. Ciudad de Cali - Cl 70 - Av 3N - Centro Troncal Aguablanca | Nuevo Latir Cra 28D Cl 79              |